# 청자 상감포도동자문 매병
청자 상감 포도동자문 매병(靑磁 象嵌葡萄童子紋 梅甁)은 상감 기법으로 포도 열매 무늬를 새겨 넣은, 고려청자 매병이다. 유려한 곡선의 아름다움을 보여주는 전형적인 고려청자 매병으로 드물게 보이는 큰 작품이다.

## 세부 모습
입 부분은 각이 져 어깨에 딱 붙어 있으며, 어깨에서 풍만하게 벌어졌다 좁아지고 다시 벌어져 세워진 큰 키의 S자형 매병이다.
상감으로 어깨 부분에는 여의두문대를 돌렸으며, 저부에는 연판문대와 뇌문대를 돌렸다. 몸통 전체에 포도 열매 무늬를 가득 채웠으며, 포도 열매마다 찍혀진 흑점 하나씩을 제하고는 전체가 백상감으로 이루어져 온후한 느낌을 보여준다.
유약은 매병 전체에 분포가 고르지 않게 발라졌으며, 굽다리도 정제되지 않았다.

## 참고 자료
- 청자 상감포도동자문 매병 - 국가유산청 국가유산포털

## 주해
1. ↑  매병이란 병의 아가리가 좁고 몸의 어깨는 넓으며 아래로 갈수록 홀쭉해지는 병을 말한다.

 본 문서에는 서울특별시에서 지식공유 프로젝트를 통해 퍼블릭 도메인으로 공개한 저작물을 기초로 작성된 내용이 포함되어 있습니다.